# Pluto TV
Pluto TV ist ein Streamingportal des Medienunternehmens Paramount Global, das durch Pluto Inc. betrieben wird und sowohl im deutschsprachigen Raum als auch international vertreten ist. Im Gegensatz zu den meisten Streamingportalen ist Pluto TV gänzlich frei empfangbar ohne Anmeldung, kostenfrei und werbefinanziert. Das deutschsprachige Portal bietet Stand 2025 über 150 Fernsehstreams an und stellt zudem mehrere Serien und Filme zum Abruf bereit.
Das Portal sendet in einer High-Definition-Videoauflösung von 1280 × 720 (720p) bei 30 fps. Es kann sowohl über die Website aufgerufen, als auch über Apps genutzt werden, beispielsweise für Smart-TVs und Smartphones. Einige der Sender sind auch über die Plattform Samsung TV Plus verfügbar sowie LG Web-Channels.

## Geschichte

Logo von 2020 bis Januar 2024

Pluto TV startete 2014 in den USA als unabhängige Plattform. 2019 wurde das Portal vollständig von ViacomCBS (jetzt Paramount Global) übernommen. 2018 startete Pluto TV mit 15 Sendern im deutschsprachigen Raum; vier davon waren in deutscher Sprache verfügbar, alle anderen waren englischsprachig. Anfang 2019 hatte das deutschsprachige Portal noch ein Angebot von 18 Sendern, bis Ende 2019 wurde die Zahl auf 48 aufgestockt.
Seit September 2020 ist das Angebot auch direkt über den Webbrowser abrufbar. Im November 2021 startete Pluto TV seine größte Werbekampagne in Deutschland, der Schweiz und Österreich. Zu diesem Zeitpunkt stieg das Angebot auf 111 Sender an.

## Live TV
Pluto TV bietet zum einen Zusatzkanäle bekannter Sender von MTV, Nickelodeon, Comedy Central, CBS u. a. an, andererseits gibt es 24-Stunden-Sender bekannter Sendungen und Formate, wie SpongeBob Schwammkopf, aber auch exklusive Sender. Die Livestream-Sender sind in Sitcoms, Sinnliche Fantasien, South Park, Serien-Marathon, Sci-Fi & Fantasy, Crime, True Crime, Pride, Live Sports, Western, Filme, Anime, Dokus + Wissen, Action, Horror & Panoramal, Musik, Nachrichten, Food & Livestyle, Sport, Kids, Comedy und Reality. Es gibt außerdem Kategorien, die nur zu bestimmten Zeiten verfügbar sind.

## On Demand
Pluto TV bietet auch Inhalte, die man zu jeder Zeit ansehen kann. Unterteilt sind die Inhalte in die Kategorien Empfehlungen, Neu auf Pluto TV, Sport, Filme, Sitcoms, Serien, True Crime & Mystery, Entertainment, Dokus + Wissen, Reality, Comedy, Lifestyle, Musik, Original Version. Auch hier gibt es Kategorien, die nur zu bestimmten Zeiten verfügbar sind.